# Andries Hoogerwerf (Naturforscher)
Andries Hoogerwerf (* 29. August 1906 in Vlaardingen; † 5. Februar 1977 in Castricum) war ein niederländischer Sportler und Zoologe. Er begann seine Karriere Anfang der 1920er Jahre als Leichtathlet und arbeitete ab den 1930er Jahren als Naturforscher, Ornithologe und Naturschützer in Niederländisch-Indien (später Indonesien).

## Leben

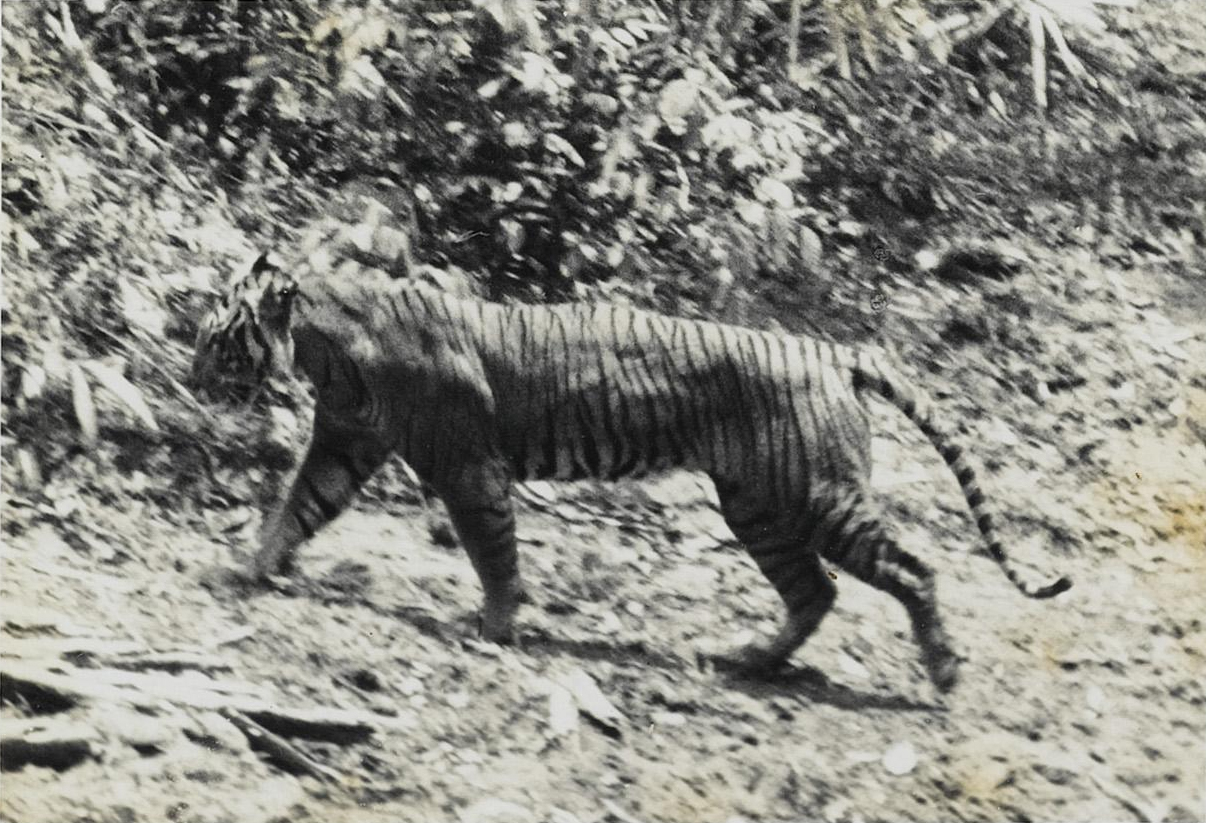
Java-Tiger fotografiert 1938 von Andries Hoogerwerf im Ujung-Kulon-Nationalpark

1923 stellte Hoogerwerf seinen ersten niederländischen Rekord auf, als er die 800 m in 1:56,6 Minuten lief. In den Jahren 1929 und 1930 verbesserte er den Landesrekord auf der 1000 m Strecke dreimal, von 2:40,2 über 2:36,4 auf 2:35,2 Minuten. Der letzte Rekord blieb bis 1935 bestehen bis Frits de Ruijter eine Bestzeit von 2:34,9 Minuten erreichte. Im Jahr 1930 verbesserte er auch den niederländischen Rekord auf den 1500 m von 4:10,6 auf 4:08,6 Minuten.
Hoogerwerf nahm an den Olympischen Sommerspielen 1928 in Amsterdam teil. Er war zusammen mit Rinus van den Berge, Harry Broos und Adje Paulen Mitglied der 4 × 400-m-Staffel, die bereits im 3. Vorlauf ausschied. Beim 400-m-Lauf schied er im 5. Vorlauf und beim 800-m-Lauf im 3. Vorlauf aus.
Andries Hoogerwerf wurde 1927, 1929 und 1930 niederländischer Meister über 800 m. Außerdem gewann er dreimal den nationalen Titel als Mitglied der 4 × 400-m-Staffel seines Leichtathletikvereins HAV in den Jahren 1926, 1927 und 1929.
1929 wurde Hoogerwerf zum Präparator am Zoologischen Museum Amsterdam und am Kolonialinstitut ausgebildet. Im Jahr 1931 ging er für 26 Jahre nach Niederländisch-Ostindien. Dort lebte er in Buitenzorg als Beamter für Naturschutzfragen in der Abteilung für Jagd und Naturschutz des Botanischen Gartens von Bogor. Während der japanischen Besatzung durfte er seine Arbeit dort fortsetzen und hatte Zugang zum Zoologischen Museum des Botanischen Gartens. 1945 wurde er Leiter der Abteilung für Jagd und Naturschutz und blieb dies bis 1957, teilweise unter indonesischer Herrschaft. Von Oktober 1962 bis April 1963 arbeitete er als wissenschaftlicher Mitarbeiter der landwirtschaftlichen Versuchsstation für Reisanbau in Manokwari, Niederländisch-Neuguinea. 1963 kehrte er in die Niederlande zurück, wo er sich in Bakkum, einem Ortsteil der Gemeinde Castricum niederließ.
Während seiner Zeit in Südostasien widmete sich Hoogerwerf vor allem der Beobachtung und dem Fotografieren von Vögeln, wovon heute 4700 Negative existieren. 1937 nahm er an einer Expedition durch die Provinz Aceh in Sumatra teil. Er fotografierte auch Vögel und Säugetiere und schrieb 55 Artikel über die Systematik der Vögel Südostasiens.
Von 1947 bis 1977 war Hoogerwerf als Naturschützer aktiv. Er war Mitglied des WWF-Komitees und setzte sich für den Erhalt der Urwälder im Nationalpark Gunung Leuser in Sumatra ein. Für diese Bemühungen erhielt er 1973 den vom Diergaarde Blijdorp in Rotterdam gestifteten Cornelis van Doorn-Preis. Zudem ist sein Name eng mit dem heutigen Nationalpark Ujung Kulon verbunden, wo er in den 1930er Jahren forschte und wo ihm 1938 die einzigen Fotos eines lebenden Java-Tigers gelangen. In Castricum war er an der Vogeltrekstation, der niederländischen Vogelberingungszentrale, tätig.
Hoogerwerfs Gesamtwerk an Büchern und Artikeln über Fauna und Naturschutz in Indonesien umfasst rund 240 Publikationen, darunter ein 512 Seiten starkes Buch über die Halbinsel Ujung Kulon auf Java und die letzten dort lebenden Java-Nashörner (Rhinoceros sondaicus sondaicus), das 1970 beim Brill Verlag in Leiden veröffentlicht wurde. Er beschrieb die Unterarten Chalcoparia singalensis bantenensis des Rubinwangen-Nektarvogels, Orthotomus ruficeps baweanus des Grauschneidervogels, Turnix suscitator baweanus des Rotschwanz-Schneidervogels, Batrachostomus cornutus longicaudatus des Sundaschwalms, Strix leptogrammica chaseni des Malaienkauzes, Gallirallus philippensis xerophila der Bindenralle, Copsychus malabaricus mirabilis der Weißbürzelschama, Dicrurus hottentottus faberi des Haarbuschdrongos und Lonchura punctulata baweana des Muskatbronzemännchens.

## Dedikationsnamen
Nach Andries Hoogerwerf sind die Hoogerwerf-Ratte (Rattus hoogerwerfi), der Sumatrafasan (Lophura hoogerwerfi) und die Libellenart Ceriagrion hoogerwerfi benannt.

## Schriften (Auswahl)
- De avifauna van Batavia en omstreken. Leiden, 1938
- Bijdrage tot de oölogie van Java. Netherlands, 1949
- De avifauna van de Plantentuin te Buitenzorg (Java). Buitenzorg, 1949
- De Avifauna van Tjibodas en omgeving. Buitenzorg, 1949
- An Ornithological bibliography having particular reference to the study of the Birds of Java. Jakarta, 1953
- Notes on Indonesian birds with special reference to the avifauna of Java and the surrounding small islands (III), 1965
- (mit W. Ph. J. Hellebrekers): A further contribution to our oological knowledge of the Island of Java (Indonesia). Leiden, 1967
- Udjung Kulon: The Land of the Last Javan Rhinoceros. Brill: Leiden, 1970